# Antimima minima
Antimima minima är en isörtsväxtart som först beskrevs av Tisch., och fick sitt nu gällande namn av H. E. K. Hartmann. Antimima minima ingår i släktet Antimima och familjen isörtsväxter. Inga underarter finns listade i Catalogue of Life.